# シルヴェンテス
シルヴェンテス（sirventes または serventes, ミストラル基準：sirventès）は、トルバドゥールたちが使ったオック語抒情詩の1ジャンル。14世紀にはカタルーニャ語に移入され、sirventeschになった。

## 概略
シルヴェンテスはカンソ形式で書かれる歌で、「sirven」（雇われた兵）の視点からその当時の出来事を述べた。それは常に党派に偏っていて、大きな賞賛または辛辣な皮肉をみなぎらせるかのいずれかであった。シルヴェンテスを書いた代表的作家はベルトラン・デ・ボルンである。